# Коняев, Николай Михайлович
Никола́й Миха́йлович Коня́ев (25 августа 1949, пос. Вознесенье, Ленинградская область — 16 сентября 2018, Санкт-Петербург) — русский писатель, секретарь Правления Союза писателей России. Председатель Православного общества писателей Санкт-Петербурга.

## Биография
Родился в посёлке Вознесенье на берегу Онежского озера. Окончил Литературный институт имени А. М. Горького. В 1984—1986 годах работал редактором на киностудии «Беларусьфильм» и в издательстве «Советский писатель». В 1986—1988 годах заведовал отделом прозы в журнале «Нева».
Участник VII Всесоюзного совещания молодых писателей (1979 год). Делегат VI съезда Союза писателей Российской Федерации, VIII и IX съездов писателей России, II и III съездов Международного сообщества писательских союзов.
Член редсоветов журналов «Молодая гвардия», «Роман-журнал XXI век», «Проза», «Немига литературная», «Родная Ладога», газеты «Литературный Петербург», сервера «Русское воскресение».
Дед писателя — Иван Алексеевич Шергин (1866—1930) — коми публицист, писатель. Родился в Серегово Яренского уезда Вологодской губернии, издатель журнала «Вестник Севера».
Похоронен на Никольском кладбище Александро-Невской лавры.

## Награды и премии
- Медаль Пушкина (25 октября 2018 года) — за большой вклад в развитие отечественной культуры и искусства, многолетнюю плодотворную деятельность[3].

Романы и повести отмечались премией имени Василия Шукшина, премией имени Андрея Платонова, премией ВЦСПС, годовыми премиями журналов «Наш современник» (дважды), «Молодая гвардия (журнал)» (дважды), «Север», «Студенческий меридиан», премией «Русская повесть», премией правительства Санкт-Петербурга,
- Премия имени Валентина Пикуля — за книгу Коняев Н. М. Подлинная история Дома Романовых. — Вече, 2009. — 672 с. — (Классическая история). — ISBN 5-9533-0216-9. ISBN 978-5-9533-2483-0.
- Большая литературная премия России[4] и Премия святого благоверного князя Александра Невского — за книгу Коняев Н. М. Апостольский колокол. — СПб.: Сатисъ. Держава, 2003. — ISBN 5-98509-107-4.
- Государственная премия Республики Саха (Якутия) — за весомый вклад в пропаганду и развитие духовной культуры народов республики и плодотворную творческую деятельность[5].
- Общественная региональная награда — Медаль «Николай Рубцов» (20 ноября 2016)[6].

## Произведения
Первый рассказ опубликован в альманахе «Молодой Ленинград» в 1974 году. Рассказы и книги переводились на английский, немецкий, французский, китайский, иранский и сербский языки.

### Художественные
- Такой ветер. Сборник рассказов. — М.: «Молодая гвардия», 1980. Тираж: 100 000 экз.
- Земля, которая помнит все. Сборник рассказов. — Л.: «Советский писатель», 1982. Тираж: 30 000 экз.
- Первые уроки. Сборник рассказов. — Минск: «Мастацкая литература», 1982. Тираж: 14 000 экз.
- О себе Ермак известие дал. Повесть, рассказы. — М.: Б-ка ж-ла «Молодая гвардия», 1984. Тираж: 75 000 экз. Повесть отмечена годовой премией журнала «Молодая гвардия».
- Ненайденные клады. Сборник рассказов. — Л.: «Советский писатель», 1987.
- Рассказы о землепроходцах. Повести. — Л.: «Детская литература», 1987. Тираж. 100 000 экз.
- Долгие дни лета. Роман, рассказы. — Л.: «Лениздат», 1988. Тираж: 65 000 экз.
- У тихой воды. Рассказы, повести. — М.: «Современник», 1989. Тираж: 30 000 экз.
- Пригород. Два романа и рассказ. — Л.: «Советский писатель», 1990. Книга отмечена премией СП России им. Василия Шукшина.
- Люся Лампочкина. Рассказы. — Л.: «Детская литература», 1990.
- Марсиане. Рассказы и повести. — М.: «Молодая гвардия», 1991.
- Гавдарея. Повесть-хроника. — «Наш современник», № 6-8, 1991. Повесть отмечена годовой премией журнала.
- Роковая ошибка Сталина. Сатирические рассказы. — М.: «Талицы», 1992.
- Неудавшийся побег. Роман. — «Подъем», № 8-9, 1993.
- Накануне или Сны непозабытые. Повесть. — «Континент», № 75.
- Столица нашего мира. Повесть. — Ж-л «Бежин луг», № 5, 1995.
- Полет на Юпитер. Повесть. — Ж-л «Московский вестник», № 1, 1996.
- Последние дни. Повесть. — «Бежин луг», № 5, 1996.
- Охота в старых кварталах. Сборник рассказов. — М.: «Голос», 1996.
- Письма с того света. Роман. — «Подъем», № 8-11, 1997.

### Исторические
- Закопанные и сожженные. Исторический роман. — «Нижний Новгород», № 7, 8, 10, 1997. Книжное издание — «Костер Аввакума», «Терра», 1998.
- Великая северная ревизия. Исторический роман. — В ж-ле «Подъём», № 5-8, 1999, изд-во «Терра».
- Коняев Н. М. Первые Романовы. — Вече, 2002. — 480 с. — (Тайны Земли Русской). — ISBN 5-94538-047-4.
- Коняев Н. М. Романовы. Расцвет и гибель династии. — Вече, 2003. — 544 с. — (Тайны Земли Русской). — ISBN 5-7838-1309-5.
- Коняев Н. М. Власов. Два лица генерала.. — М.: Вече, 2003. — 480 с. — ISBN 5-94538-250-4. — М.: Вече, 2001. — М.: Вече, 2003. — М.: Вече, 2008.
- Коняев Н. М. Гибель красных Моисеев: Начало террора. 1918 год. — Вече, 2004. — 496 с. — ISBN 5-9533-0267-3.
- Коняев Н. М. Трагедия ленинской гвардии. — Эксмо, 2007. — 576 с. — (Оклеветанная Русь).
- Коняев Н. М. Генерал Власов. Анатомия предательства. — Вече, 2008. — 480 с. — (Военные тайны XX века). — ISBN 978-5-9533-2976-7.
- Коняев Н. М., Коняева М. Русский хронограф. История России в датах. — Вече, 2008. — 1152 с. — ISBN 978-5-9533-3319-1.

- Коняев Н. М., Коняева М. Русский хронограф. Том 1. Рюриковичи. 809-1598 г.г. — 2004. — Т. 1. — ISBN 978-5-9533-3319-1.
- Коняев Н. М., Коняева М. Русский хронограф. Том 2. Романовы. 1598 — 1917 гг. — 2005. — Т. 2. — ISBN 978-5-9533-3319-1.
- Коняев Н. М., Коняева М. Русский хронограф. Том 3. Советская империя. — 2006. — Т. 3. — ISBN 978-5-9533-3319-1.

- Коняев Н. М. От Ермака до Беринга. — Просвещение, 2009. — 176 с. — (Твой кругозор). — ISBN 978-5-09-019387-0.
- Коняев Н. М. Подлинная история Дома Романовых. — Вече, 2009. — 672 с. — (Классическая история). — ISBN 5-9533-0216-9. ISBN 978-5-9533-2483-0.
Книга отмечена премией имени Валентина Пикуля.
- Коняев Н. М. Тайны Шлиссельбургской крепости. — Вече, 2011. — 400 с. — (Тайны Российской Империи). — ISBN 978-5-9533-5429-5.
- Коняев Н. М. Игрушки императоров. — Просвещение, 2011. — 192 с. — (Твой кругозор). — ISBN 978-5-09-021790-3. (детская литература)
- Коняев Н. М. Романовы. Творцы Великой Смуты. — Эксмо, 2011. — 304 с. — (История допетровской Руси). — ISBN 978-5-699-52038-1.

### Биографические
- Коняев Н. М. Николай Рубцов. Ангел Родины. — Алгоритм, 2007. — 544 с. — (Память). — ISBN 978-5-9265-0384-2, ISBN 978-5-9265-0684-2 (ошибоч.).
- Коняев Н. М. Валентин Пикуль. — Алгоритм, 2007. — 400 с. — (Властители дум). — ISBN 978-5-9265-0318-7.
- Коняев Н. М. Гибель Николая Рубцова. «Я умру в крещенские морозы». — Эксмо, 2010. — 544 с. — (Тайны и трагедии великих поэтов). — ISBN 978-5-699-39806-5.
- Коняев Н. М. Дмитрий Балашов. На плахе. — Алгоритм, 2008. — 448 с. — (Властители дум). — ISBN 978-5-9265-0529-7.
- Коняев Н. М. Алексей Кулаковский. — Молодая гвардия, 2011. — 335 с. — ISBN 978-5-235-03465-5.

### Православие
- Гуси-лебеди. Православные рассказы для детей. — СПб, 1988.
- Коняев Н. М. Апостольский колокол. — Благо, 2006. — 336 с. — ISBN 5-98509-107-4.
О жизни настоятеля Валаамского монастыря Дамаскина (Кононова). Книга отмечена Большой литературной премией Союза писателей России, Премией святого благоверного князя Александра Невского.
- Коняев Н. М. Свет Валаама. От Андрея Первозванного до наших дней. — Вече, 2009. — 304 с. — (Православие. Традиции. Люди). — ISBN 978-5-9533-3753-3.
Книга об истории Валаамского монастыря, о подвижниках благочестия — настоятеле монастыря игумене Дамаскине, святителе Игнатии (Брянчанинове), Сергие и Германе Валаамских.
- Коняев Н. М. Устроители Святой Руси. — Вече, 2009. — 320 с. — (Православие. Традиции. Люди). — ISBN 978-5-9533-3810-3.
- Коняев Н. М. На земле Святой Троицы. — Вече, 2010. — 320 с. — (Православие. Традиции. Люди). — ISBN 978-5-9533-4048-9.
- Коняев Н. М. Великая Пасха. Праздник праздников. — Вече, 2010. — 272 с. — (Православие. Традиции. Люди). — ISBN 978-5-9533-4650-4.
- Коняев Н. М. Святые и святыни Северной Пальмиры. — Вече, 2011. — 416 с. — (Православие. Традиции. Люди). — ISBN 978-5-9533-5107-2.
- Коняев Н. М. Никола Хлебный. — Сибирская Благозвонница, 2011. — 394 с. — ISBN 978-5-903212-12-5.
- Святой профессор. — М.: Русь, 2008. — 212 с. — ISBN 978-5-8090-0048-2.
Жизнеописание святого мученика Юрия Новицкого.
- Облеченный в оружие света. — М.: Русский остров, 2009. — М.: «Вече», «Ковчег», 2002; — Житомир: NI-KA, 2004. — М.: Алгоритм, 2005.
Документальная повесть о жизненном пути и духовных свершениях высокопреосвященного митрополита Санкт-Петербургского и Ладожского Иоанна.

Труды Н. М. Коняева, посвященные темам, связанным с православным христианством, получили в 2010 году гриф «Одобрено» Издательского Совета Русской православной церкви, благословлены архиереями Русской православной церкви.

### Интервью, беседы
- Николай Коняев: Писатель — тот, кто раскрывает Божьи замыслы // Портал православной газеты «Благовест»
- Николай Коняев. Без читателя не останемся // Литературная газета, 2014, № 42(6484)